# Камисти (Камистинський район)
Камисти́ (каз. Қамысты) — село, центр Камистинського району Костанайської області Казахстану. Адміністративний центр Камистинського сільського округу.
До 1997 року село називалось Камишне.
Населення — 4685 осіб (2021; 5344 у 2009, 5487 у 1999, 6320 у 1989).
У 1957 році на базі місцевого колгоспу було створено Камистинське зернове господарство, у 1994 році реорганізоване в кооперативне підприємство «Камісти»[4]. Нині підприємство називається «Сільськогосподарський виробничий кооператив Ар-Агро Камісти».

## Уродженці
- Біліченко Геннадій Васильович (1972—2014) — капітан СБУ, оперативний співробітник відділу Центру спеціальних операцій «А» в Управлінні СБУ в Полтавській області. Став першим загиблим військовослужбовцем у війні на Донбасі